# 游击队 (伊拉克)
游击队（阿拉伯语：‎，羅馬化：Al-Ansar），音译安萨尔，是伊拉克历史上的一支共产主义游击队，隶属于伊拉克共产党，在1979年－1988年活动于伊拉克北部的库尔德斯坦地区。1978年3月后，伊拉克共产党同执政的阿拉伯复兴社会党－伊拉克地区决裂，并遭到后者的大规模镇压，大批党员被杀被捕或逃往国外。1979年1月，伊拉克共产党党员在库尔德斯坦地区创建游击队，并于同年4月开始运作，武装反抗阿拉伯复兴社会党政府。1988年5月，伊拉克共产党中央委员会决定解散中央军事局，并正式将游击队的领导权移交给该党的库尔德斯坦分支，但此时游击队已基本瓦解。在持续9年的武装斗争中，约有1200名游击队成员牺牲。
游击队鼎盛时规模可能达到1万人。游击队的总部先后设在基尔库克、苏莱曼尼亚、南也门亚丁。游击队与库尔德斯坦民主党、南也门政府结盟，同伊拉克政府、伊朗人民圣战者组织、库尔德斯坦爱国联盟作战。游击队的领导人是托马·托马斯。